# Trimorphodon
Genre
Trimorphodon est un genre de serpents de la famille des Colubridae.

## Répartition
Les espèces de ce genre se rencontrent aux États-Unis, au Mexique ainsi que dans certains pays d'Amérique centrale.

## Liste des espèces
Selon The Reptile Database (9 mars 2012) :
- Trimorphodon biscutatus (Duméril, Bibron & Duméril, 1854)
- Trimorphodon lambda Cope, 1886
- Trimorphodon lyrophanes (Cope, 1860)
- Trimorphodon paucimaculatus Taylor, 1938
- Trimorphodon quadruplex Smith, 1941
- Trimorphodon tau Cope, 1870
- Trimorphodon vilkinsonii Cope, 1886

## Publication originale
- Cope, 1861 : Contributions to the ophiology of Lower California, Mexico and Central America. Proceedings of the Academy of Natural Sciences of Philadelphia, vol. 13, p. 292-306 (texte intégral).